# Conticosta
Conticosta é um gênero de gastrópodes pertencente à família Pseudomelatomidae.

## Espécies
- Conticosta petilinus (Hedley, 1922)